# Турбоход

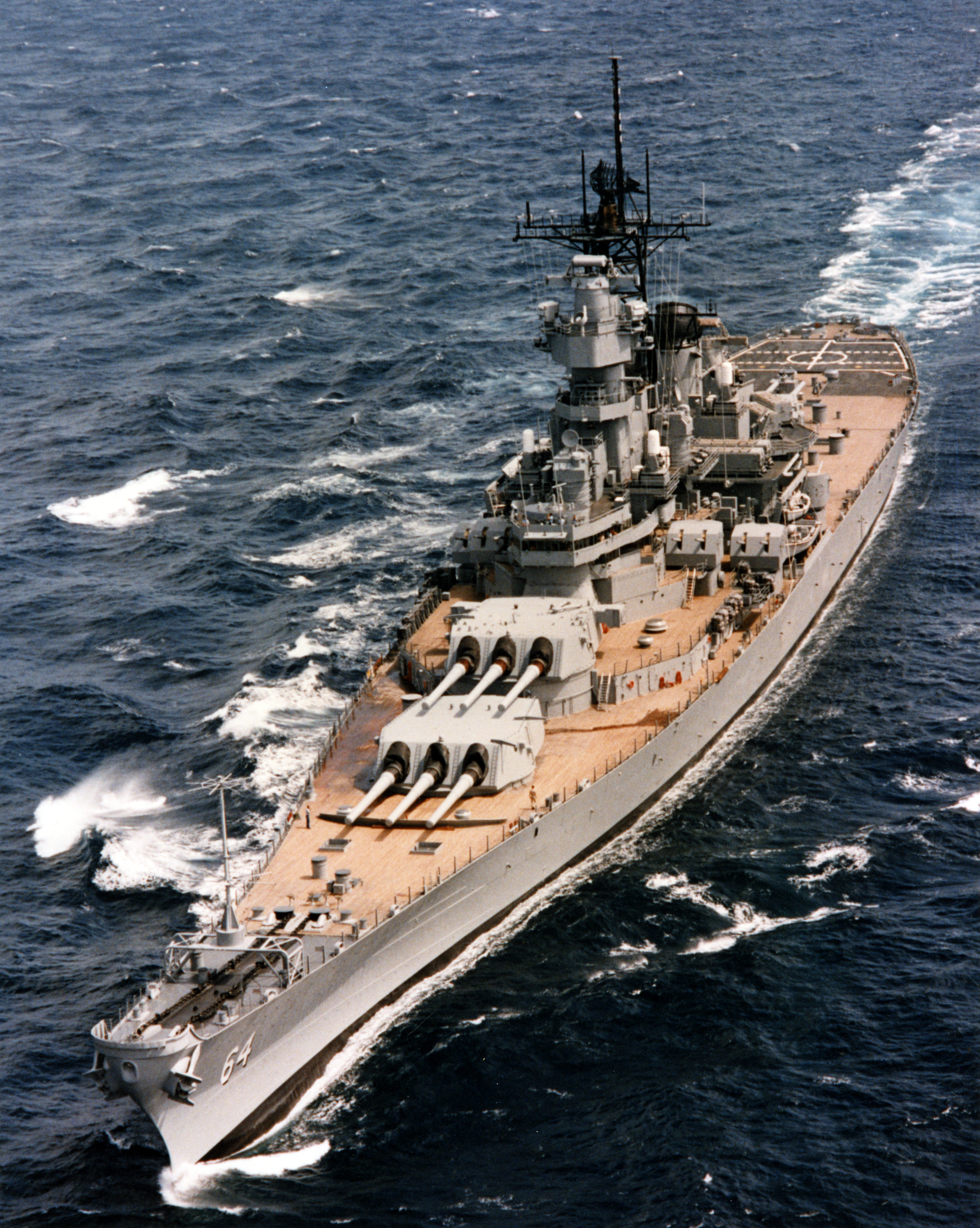
Линкор «Висконсин» (ок. 1988—1991 гг.)

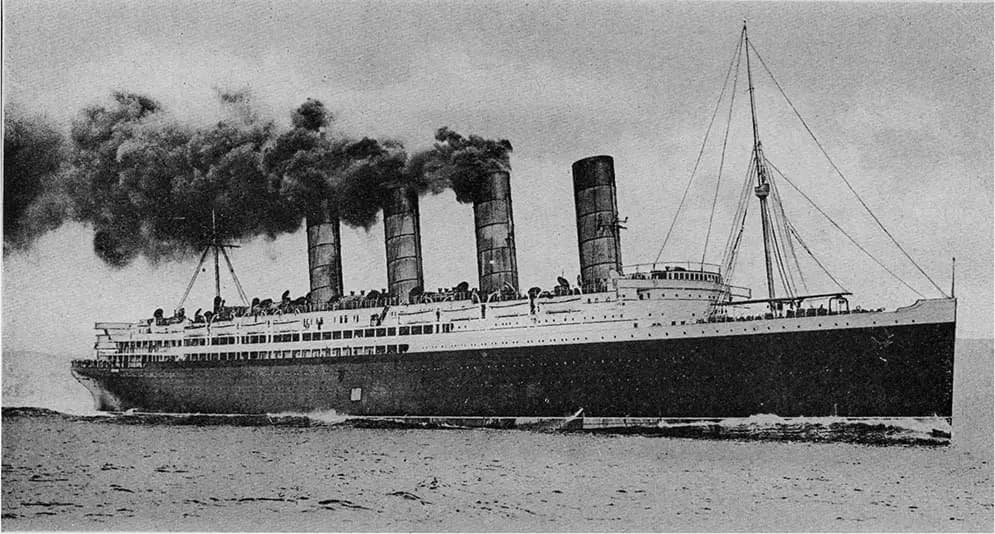
Лайнер «Лузитания»

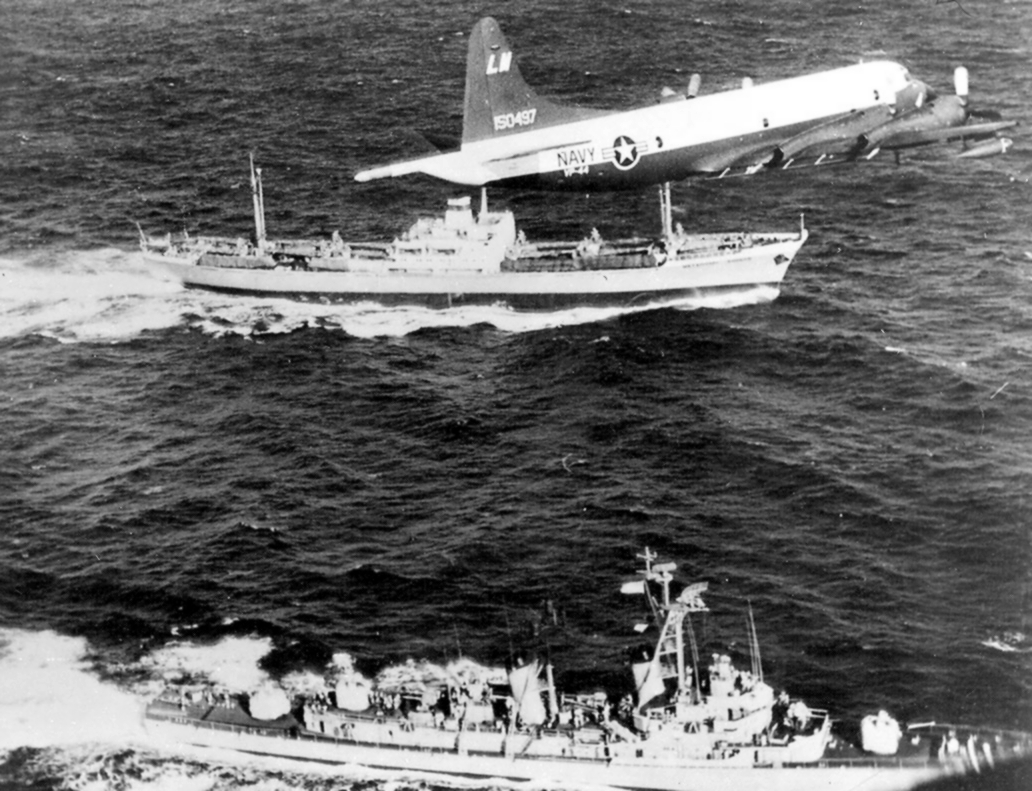
Советское торговое судно «Металлург Аносов» идёт курсом на Кубу. Параллельным курсом идёт эсминец ВМС США Barry (DD-933), над ними пролетает самолёт Lockheed P-3A-20-LO «Orion» (BuNo 150497) патрульной эскадрильи VP-44. Карибский кризис, 10 ноября 1962 года. Фото с самолёта ВМС США, U.S. Navy National Museum of Naval Aviation

Турбохо́д — разновидность парохода или теплохода, судно, приводимое в движение паровой или газовой турбиной (газотурбоход).

## История
Первый турбоход был спущен на воду в 1896 году и назывался «Турбиния». Применение паровых турбин значительно повысило эффективность использования пара в сравнении с применявшимися до этого паровыми двигателями.
В конце XIX века паровые турбины стали устанавливать на строящиеся военные суда. Существует мнение, что наиболее широко паротурбинные энергетические установки стали применяться на военных судах после Цусимского сражения, когда тихоходный русский флот был разгромлен японцами.
В начале XX века паровые турбины стали применяться и на пассажирских лайнерах, таких как «Лузитания», «Мавритания» и др. Эксплуатация турбоходов на органическом топливе продолжается и в настоящее время, так, именно к этому типу относятся авианесущие крейсеры «Адмирал Кузнецов», «Викрамадитья» (бывш. «Адмирал Горшков») и «Ляонин» (бывш. «Варяг»).
21 января 1954 года спущено на воду судно (подводная лодка) «Наутилус» с ядерной паропроизводящей установкой, до этого в качестве топлива использовались в основном нефтепродукты.
Первыми турбоходами торгового флота СССР стали сухогрузы серии «Ленинский комсомол». Использование паровой турбины на судах этой серии дало возможность увеличить их скорость до 18,5 узлов в грузу и 20,5 в балласте — рекордную для торговых судов того времени и сравнимую со скоростью военных судов того времени.